# Pajala

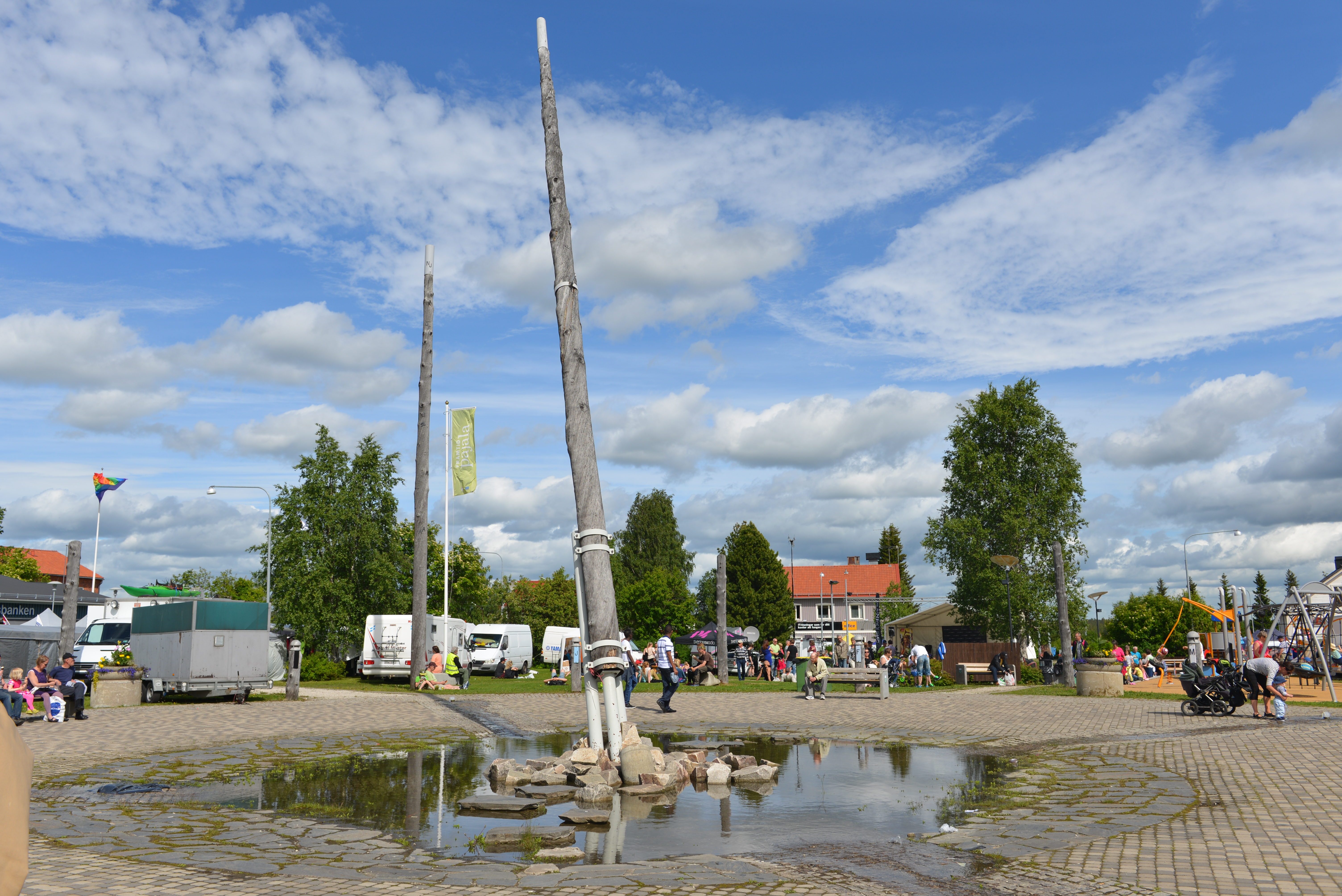
Relógio solar de Pajala

Pajala (AFI: /ˈpaj:ala/;  ouça a pronúncia) é uma pequena cidade do nordeste da província histórica de Norrbotten, localizada na margem do rio Torneälven. Tem cerca de 2 032 habitantes e é a sede do município de  Pajala, no condado da Norrbotten, situado no norte da Suécia.
Está situada a 160 km a noroeste da cidade de Haparanda.

## Comunicações
Pajala é atravessada pela estrada nacional 99, uma rodovia ligando Haparanda  a Karesuando.

## Economia
A economia de Pajala está dominada pelo comércio, e ainda pelo apoio devido a ter um posto alfandegário.

## Património
A cidade de Pajala está associada ao escritor contemporâneo Mikael Niemi e ao predicante Lars Levi Læstadius.

- Museu de Lars Levi Laestadius
- Um enorme relógio de sol com 38,33 m de diâmetro.

## Personalidades ligadas a Pajala
- Lars Levi Læstadius, religioso luterano
- Mikael Niemi, escritor
- Johan Tornberg, jogador de hóquei no gelo